# Asplenium mendelianum
Asplenium mendelianum är en svartbräkenväxtart som beskrevs av D. Meyer. Asplenium mendelianum ingår i släktet Asplenium och familjen Aspleniaceae. Inga underarter finns listade.